# Aeroportul Dunhuang
Aeroportul Dunhuang (IATA: DNH, ICAO: ZLDH) este un aeroport din Mogao⁠(d), Dunhuang⁠(d), Jiuquan⁠(d), Gansu, Republica Populară Chineză ce deservește zona Dunhuang⁠(d). Aeroportul a fost tranzitat în 2022 de 346.154 de pasageri. A fost numit după zona deservită.
Aeroportul dispune de o singură pistă.